# François Gibens
François Gibens (ur. w 1896, zm. w styczniu 1961) – belgijski gimnastyk, medalista olimpijski.
W 1920 r. reprezentował barwy Belgii na letnich igrzyskach olimpijskich w Antwerpii, zdobywając srebrny medal w wieloboju drużynowym. Startował również w wieloboju indywidualnym, zajmując 11. miejsce.